# 東北地方のご当地ソング一覧
東北地方のご当地ソング一覧（とうほくちほうのごとうちソングいちらん）は、東北地方に関連するご当地ソングの一覧。

## 東北地方全般
東北地方
- 「北国の春」千昌夫
- 「北の花嫁」小桜舞子
- 「と・も・子…」吉幾三
- 「なまって俺についてこい」（東北6県）トークマン・ブラザーズ（「我が町バンザイ」のパーソナリティによるグループ）
- 「東北の魂」グループ魂
- 「羽ばたけ楽天イーグルス」東北楽天ゴールデンイーグルス球団歌

みちのく
- 「みちのく恋の花」みちのく娘!
- 「みちのく小唄」藤圭子
- 「みちのくひとり旅」山本譲二
- 「みちのく節」臼澤みさき
- 「みちのく蛍宿」三田村夏子
- 「樹氷の宿」牧村三枝子

地形
- 阿武隈川（宮城・福島）
  - 「阿武隈川」いわき一郎
- 三陸海岸（青森・岩手・宮城）
  - 「三陸海岸」岩崎耕平
  - 「三陸海岸」音羽しのぶ
  - 「三陸産のウニに涙したい」高野健一
- 十和田湖（青森・秋田）
  - 「十和田湖」北島三郎
  - 「ひとり奥入瀬」岩本公水
  - 「ふるさと北国」北島三郎
- 笹谷峠（宮城・山形）
  - 「笹谷峠」西島三重子

鉄道
- 東北新幹線（青森・岩手・宮城・福島）
  - 「MOTER MAN 東北新幹線はやて最速達 EDIT」SUPER BELL"Z
- 秋田新幹線（秋田・岩手）
  - 「MOTER MAN 秋田新幹線こまち」SUPER BELL"Z
- 東北本線（青森・岩手・宮城・福島）
  - 「東北本線」田中義剛
  - 「はつかり5号」BUZZ
  - 「はつかり号は北国へ」チェリッシュ
  - 「ED75」人間椅子
- 奥羽本線（青森・秋田・山形・福島）
  - 「こまくさ帰行」岩本公水
- 東北本線・奥羽本線
  - 「僕は特急の機関士で（東北巡りの巻）」伊藤久男・霧島昇・奈良光枝・並木路子
- 五能線（青森・秋田）
  - 「五能線」水森かおり

## 青森県
青森県
- 「青森ロック大臣」人間椅子
- 「県立戦隊アオモレンジャー」畑澤セイゴ
- 「斜陽の恋」勝手に観光協会
- 「じょんがらゴーゴー」ザ・トーイズ[1]
- 「どだればち」人間椅子
- 「津軽三味線ひとり旅」彩青

津軽地方
- 「岩木川」吉幾三
- 「お岩木山」三山ひろし
- 「おんなの津軽」津吹みゆ
- 「帰って来やれ」水城なつみ
- 「立佞武多」吉幾三
- 「千恵っ子よされ」岸千恵子
- 「世去れのお涼」小林旭
- 「TUGARU」吉幾三
- 「津軽恋歌」吉幾三
- 「津軽恋女」新沼謙治
- 「津軽のじょっぱり」石上久美子
- 「津軽の花」原田悠里
- 「津軽のふるさと」美空ひばり
- 「津軽平野」千昌夫、吉幾三
- 「つんつん津軽」林あさ美
- 「津軽さくら物語」川中美幸
- 「母娘じょんがら」小桜舞子
- 「望郷じょんから」細川たかし
- 「ホレました」石原詢子
- 「夢は夜ひらく」（作詞：三上寛）三上寛、山谷初男、遠藤ミチロウ[2]
- 「らっせら吹雪」津吹みゆ
- 「リンゴ追分」美空ひばり、原田芳雄
- 「"リンゴ追分"歌うなよ」原田芳雄
- 「わあの大好きだもの」伊藤君子（「My Favorite Things」の津軽弁によるカヴァー。）

下北地方
- 「下北漁港」鳥羽一郎
- 「下北半島」真木柚布子
- 「下北半島」神園さやか
- 「下北ひとり」可愛ゆみ
- 「下北漁歌」 細川たかし

市町村
- 青森市
  - 「青森駅」マニ★ラバ
  - 「哀愁本線」花咲ゆき美
  - 「じょっぱり」川野夏美
  - 「NEBUTA of JAPAN」吉幾三
- 八戸市
  - 「好きだDear!八戸せんべい汁」トリオ★ザ★ポンチョス
  - 「八戸の女（ひと）」小西礼子
- 弘前市
  - 「弘前の女」三橋美智也
- 五所川原市（旧・金木町）
  - 「俺はぜったい!プレスリー」吉幾三
  - 「五所川原の日々」三上寛
- 十和田市
  - 「湖畔の乙女」本間千代子
- おいらせ町（旧百石町）
  - 「北緯四十度四十分」ロス・プリモス
- 外ヶ浜町（旧平舘村）
  - 「平舘哀歌」上杉香緒里
- 鶴田町
  - 「鶴の舞橋」成世昌平

地形
- 岩木山
  - 「お岩木山」三山ひろし
  - 「帰ってこいよ」松村和子
  - 「りんごの泪」人間椅子
- 奥入瀬
  - 「奥入瀬」山本譲二
  - 「奥入瀬川」とんぼちゃん
  - 「奥入瀬川」真木柚布子
- 恐山
  - 「恐山」人間椅子
  - 「恐山ル・ヴォワール」林原めぐみ
- 十三湖
  - 「恋の津軽十三湖」長山洋子
- 竜飛崎
  - 「竜飛崎」よしだたくろう & かまやつひろし
  - 「竜飛岬」島倉千代子
- 津軽海峡
  - 「海峡」吉幾三
  - 「津軽海峡の女」ソニン
  - 「津軽海峡・冬景色」石川さゆり

## 岩手県
岩手県
- 「イーハトーブの風」あんべ光俊
- 「イーハトーヴ交響曲」冨田勲…初音ミクをソリストとして起用している。
- 「岩手でガスガスガス」勝手に観光協会
- 「岩手の和尚さん」三橋美智也
- 「いわて短角ロック」友善
- 「どんと来い!岩手」秋本清・絢子
- 「岩手県ここだと思います」Go!Go!せたがやオールスターズ

市町村
- 盛岡市
  - 「盛岡ブルース」青江三奈
  - 「緑の町に舞い降りて -Ode of Morioka-」松任谷由実
  - 「雪」吉田拓郎、猫
  - 「ふたりの盛岡」和田弘とマヒナスターズ
  - 「盛岡故郷の詩（もりおかふるさとのうた）」及川秀夫・和賀寿彦
- 北上市
  - 「江釣子のおんな」竹川美子、成世昌平
  - 「北上おでんせ」根元美紀、千葉一夫
  - 「北上夜曲」ダークダックス、多摩幸子&和田弘とマヒナスターズ
- 一関市
  - 「夕暮れ時はさびしそう」NSP
- 遠野市
  - 「遠野物語」長山洋子、あんべ光俊、（別曲で同題）NSP
- 花巻市
  - 「花巻雨情」角川博
  - 「桜町」Cody・Lee(李)
- 陸前高田市
  - 「味噌汁の詩」千昌夫
- 葛巻町
  - 「葛巻慕情」 新沼謙治
- 釜石市
  - 「月夜船」波平暁男
- 平泉町
  - 「みちのく平泉」大沢桃子

地形
- 魹ヶ崎（とどがさき）
  - 「魹ヶ崎」浅田あつこ
- 浪板海岸
  - 「哀愁海岸」三代沙也可
- 盛川
  - 「盛川」 新沼謙治

## 宮城県
宮城県
- 「ああ宮城県」吉川団十郎
- 「哀愁ちゃナイト」勝手に観光協会

仙台市
- 「青葉城恋唄」さとう宗幸、ダークダックス
- 「仙台発かなしみ行」小林旭
- 「秋保の宿」千葉一夫
- 「雨の仙台」岩渕友香
- 「雨の仙台」藤圭子
- 「追いかけて仙台」福島勇
- 「思い出の仙台」梶原あきら
- 「言の葉青葉」Wake Up, Girls!
- 「牛タンラップ」たんたろう
- 「笹谷峠」西島三重子
- 「好きです仙台」すがいかよ
- 「仙台の女いつまでも」すがいかよ
- 「仙台牛たん音頭」ウィリー佐々木
- 「仙台四郎招福音頭」ウィリー佐々木
- 「七夕哀歌」石原詢子
- 「七夕おどり」島倉千代子
- 「はじめまして仙台」森雄二とサザンクロス
- 「ひとり広瀬川」美波京子
- 「広瀬川慕情」石川さゆり
- 「ミス仙台」二葉あき子、二代目コロムビア・ローズ、島倉千代子
- 「夜のみちのく国分町」すがいかよ
- 「ワケルくんのテーマ〜100万人のごみ減量大作戦応援ソング〜」ザ・キャプテンズ
- 「悲恋草」三橋美智也
- 「ぶんちょう恋物語(ラブ・ストーリー)」工藤綾乃
- 「仙台で愛ましょう」 あんべ光俊、吉田鮎子、たまごファーム
- 「八木山ベニーランドのテーマソング」 天地総子

他市町村
- 石巻市
  - 「石巻の女」北美幸二
  - 「石巻ブルース」チャダ
- 塩竈市
  - 「塩釜漁港」大泉逸郎
- 多賀城市
  - 「多賀城しぐれ」門脇陸男
- 名取市
  - 「高館慕情」丘ただし
- 大崎市
  - 「鳴子峡」水森かおり
- 松島町
  - 「雨の松島」美波京子
  - 「松島紀行」水森かおり
  - 「娘芭蕉の夢旅路・・松島」渡辺亮子
  - 「ワンダフル スマイル」 新井ひとみと松島湾子
- 東松島市
  - 「奥松島恋唄」歌手・伊東純子、作詞・千葉幸雄、作曲・桜庭伸幸
  - 「宮戸音頭」歌手・伊東純子、根本美紀、作詞・斎藤荘次郎、作曲・武田忠一郎、編曲・桜庭伸幸
  - 「小野音頭」歌手・伊東純子、作詞・斎藤荘次郎、作曲・武田忠一郎、編曲・川上英一
  - 「野蒜甚句」歌手・山口栄記、作詞・後藤桃水、作曲・後藤桃水、編曲・川上英一
  - 「はにわ色の夕映え」（奥松島慕情）歌手・津田文彦、作詞・野村耕三、作曲・山路進一
- 亘理町
  - 「亘理の冬」水森かおり
- 登米郡
  - 「はっとの唄」吉川団十郎
- 女川町
  - 「三陸風みなと」山口ひろみ

公共交通機関
- 仙石線
  - 「ぐいぐい走れ仙石線」歌手・ザ・ワンダース、作詞・藤公之介、作曲・編曲・冬木透

## 秋田県
秋田県
- 「秋田HATA☆HATA☆ROCK＆SAMBA！！」渡部絢也
- 「秋田ポンポン節」香西かおり
- 「秋田夢しぐれ」嶋津久子
- 「秋田乱調音頭」友川カズキ
- 「あや子のお国自慢だよ」藤あや子
- 「大きな古時計(zuzuバージョン)」伊藤秀志
- 「おばこ追分」野村雪子
- 「おばこ子守唄」照菊
- 「おばこ巡礼歌」藤あや子
- 「おばこ船頭さん」野村雪子
- 「おばこ吹雪」小桜舞子
- 「おばこブルース」奈良光江
- 「おばこ馬子唄」野村雪子
- 「おんなネオン舟」池田輝郎
- 「帰れないんだよ」沢竜二、神野美伽、ちあきなおみ
- 「久保田節」美空ひばり
- 「豪石!超神ネイガー〜見だが おめだぢ〜」水木一郎
- 「紺がすり」デューク・エイセス
- 「なまはげ」人間椅子
- 「NOW MY HANDS GET!!!!」マーシャル・D・ティーチ(大塚明夫)
- 「泣ぐ子はいねが」高橋優
- 「なまはげ兄弟」勝手に観光協会
- 「にっかり妖かし数え唄」にっかり青江(間島淳司)と幽霊退治戦隊
- 「バイバイ！狂育ママ」梅若クニコ
- 「Peaceful world～秋田の戦士きりたんぽ～」pramo
- 「マスター」秋山竜次

市町村
- 秋田市
  - 「新屋Rolling Night」「下浜BABY」麗奈
  - 「竿燈まつり」ライラックス
  - 「これっきり馬口労町」「それぞれの川反」「ふたりの明田」菅原ヒロシと東京コマンテック
- 男鹿市
  - 「おんな男鹿港」小桜舞子
- 仙北市
  - 「女の始発駅」三船和子
  - 「角館哀歌」水田竜子
  - 「恋する城下町」小桜舞子
  - 「おんなの湖畔」小桜舞子
- 大仙市
  - 「夢の空」津雲優（大曲の花火オープニングソング）
  - 「いざないの街」津雲優（大曲の花火フィナーレソング）
  - 「遠い花火」城之内早苗
- 上小阿仁村
  - 「秋田上小阿仁」松山せいりょう
- 能代市（旧・二ツ井町）
  - 「きみまち坂」とんぼ
- 羽後町
  - 「西馬音内 盆歌」城之内早苗
- 大潟村
  - 「星女よ」尾崎紀世彦

地形
- 男鹿半島
  - 「男鹿半島」北山たけし
  - 「おばこ巡礼歌」藤あや子

ご当地キャラクター
- 与次郎
  - 「RUN RUN与次郎」石田洋介

## 山形県
山形県
- 「おしんの子守唄」金沢明子
- 「母娘花笠」工藤あやの＆依薫子
- 「ガッタ山形」勝手に観光協会
- 「紅花慕情」羽山みずき
- 「一つ頂戴さくらんぼ」磐瀬ゆき子
- 「美子の花笠音頭」竹川美子
- 「やっぱり山形」ケーシー高峰＆あき竹城
- 「山形育ち」山口岩男

市町村
- 酒田市
  - 「酒田カモメ唄」羽山みずき
  - 「酒田恋歌」桜井けい
  - 「酒田港」大泉逸郎

- 米沢市
  - 「これぞ天下の上杉節」門脇陸男
- 新庄市
  - 「新庄節」民謡
  - 「新庄恋しや」水田竜子

地形
- 庄内平野
  - 「庄内平野」西山ひとみ
  - 「庄内平野 風の中」水森かおり
- 真室川
  - 「真室川音頭」林伊佐緒
  - 「Mr.Mamurogawa（真室川音頭Future Trax）」朝倉さや
- 最上川
  - 「最上川」水森かおり
  - 「最上川舟唄」民謡
  - 「紅の舟歌」北見恭子
  - 「最上川恋唄」音羽しのぶ
  - 「雪の最上川」大泉逸郎
- 六十里越
  - 「六十里越え」北見恭子
- 月山
  - 「月の山」新井満
  - 「月山」最上川司

## 福島県
福島県
- 「あぁ、もっともだ」勝手に観光協会
- 「会津・山の神」津吹みゆ
- 「原発ブルース」遠藤ミチロウ
- 「ずっとウソだった」斉藤和義
- 「ダッ!ダッ!脱原発の歌」制服向上委員会
- 「F・A・P・P」沢田研二
- 「I love you & I need you ふくしま」猪苗代湖ズ
- 「Rattling the Keys to the Kingdom」Hilltop Hoods
- 「Relançons la consommation」Thomas Dutronc
- 「War Machine」Army of the Pharaohs
- 「核邪（Nuclear Devil）」勞動服務[3]
- 「福島のおんな」丘なる実

会津地方
- 「会津の女」春日八郎
- 「AIZUその名の情熱」南こうせつ
- 「会津望郷歌」春奈かおり
- 「白虎隊」藤山一郎、霧島昇[4]

市町村
- いわき市
  - 「みだれ髪」美空ひばり
  - 「いわき恋唄」大月みやこ
  - 「いわき絶唱」志摩幸子
- 喜多方市
  - 「HAPPY☆きたかた」KIRA☆GIRL
- 相馬市
  - 「望郷新相馬」花京院しのぶ
  - 「相馬恋しや」春日八郎
- 浪江町
  - 「DASH VILLAGE」TOKIO

地形
- 塩屋岬
  - 「塩屋岬」美空ひばり
  - 「塩屋海峡」大月みやこ
- 安達太良山
  - 「智恵子抄」二代目コロムビア・ローズ
- 磐梯山
  - 「会津磐梯山」藤圭子

鉄道
- 「高原列車は行く」（日本硫黄沼尻鉄道部（後の磐梯急行電鉄）、五色沼 (福島県北塩原村)など）岡本敦郎
- 「只見線恋歌」奥山えいじ
- 「磐越西線」狩人
- 「Familiar Train」（ファミリア トレイン）（福島交通飯坂線・公認応援ソング）MANAMI[5]
- 「只見線のうた」六角精児バンド